# Batsheers
Batsheers, en français Bas-Heers, est une section de la commune belge de Heers située en Région flamande dans la province de Limbourg. C'était une commune à part entière avant la fusion des communes de 1971.

## Démographie

### Évolution démographique
- Sources: INS, Rem.: 1831 jusqu'en 1970 = recensements[2].